# NGC 485
NGC 485 este o galaxie spirală situată în constelația Peștii. A fost descoperită în 8 ianuarie 1828 de către John Herschel. De asemenea, a fost observată încă o dată de către Heinrich Louis d'Arrest și de către Herman Schultz.